# Jeffrey Tambor
Jeffrey Michael Tambor (* 8. července 1944 San Francisco, Kalifornie, Spojené státy americké) je americký herec. Proslavil se rolemi v seriálech The Larry Sanders Show (1992–1998), Arrested Development (2003–2016, 2013, 2018) a Transparent (2014–2017). Za roli Maury Pfeffermanové v seriálu Transparent získal dvě ceny Emmy, Zlatý glóbus, dvě ceny Critics' Choice Television Awards, cenu SAG Awards a dvě ceny Satellite Awards.
Mimo jiné si zahrál ve filmech ...a spravedlnost pro všechny (1979), Pan máma (1983), Grinch (2000), Spongebob v kalhotách: Film (2004), Hellboy 2: Zlatá armáda (2008), Pařba ve Vegas (2009), Pařba v Bangkoku (2011), Pařba na třetí (2013), Zúčtování (2016) a Ztratili jsme Stalina (2017).